# Pyo Ye-jin
Pyo Ye-jin (hangul: 표예진, RR: Pyo Ye-jin), es una actriz surcoreana.

## Biografía
Antes de convertirse en actriz, trabajó durante dos años como aeromoza para Korean Air.
A principios de septiembre del 2018 se anunció que estaba saliendo con el actor Hyun Woo desde junio del mismo año, sin embargo en noviembre del 2019 se anunció que la relación había terminado.

## Carrera
Es miembro de la agencia "Pan Stars Company".
En 2017 se unió al elenco recurrente de la serie While You Were Sleeping, donde interpretó a Cha Yeo Jung, un miembro de la estación de policía.
En junio de 2018 se unió al elenco recurrente de la serie What’s Wrong With Secretary Kim?, donde interpretó a la secretaria Kim Ji-a, hasta el final de la serie el 26 de julio del mismo año.
El 28 de octubre de 2019 se unió al elenco de la serie VIP, donde dio vida a la empleada Ohn Yoo-ri, una mujer egoísta y celosa de Na Jung-sun (Jang Na-ra) que busca quitarle a su esposo y hacerse a la víctima.
El 9 de abril de 2021 se unió al elenco principal de la serie Model Taxi, donde interpretó a Ahn Go-eun, una hacker experta en tecnología de la información que trabaja para la compañía "Rainbow Taxi Company", hasta el final de la serie el 29 de mayo del mismo año.

## Filmografía

### Series de televisión
| Año  | Título                                | Personaje                | Red          | Notas                           | Ref.                 |
| ---- | ------------------------------------- | ------------------------ | ------------ | ------------------------------- | -------------------- |
| 2012 | Here Comes Mr. Oh                     |                          | MBC          |                                 |                      |
| 2015 | 72 secunds - 2 womens                 | Mujer 2                  | Web de drama |                                 |                      |
| 2015 | Dream                                 |                          | Web de drama |                                 |                      |
| 2016 | Marriage Contract                     | Hyun A-ra                | MBC          |                                 |                      |
| 2016 | Doctors                               | Hyun Soo-jin             | SBS          |                                 |                      |
| 2016 | The Gentlemen of Wolgyesu Tailor Shop | Kim Jung                 | KBS2         |                                 |                      |
| 2017 | Fight for My Way                      | Jang Ye-jin              | KBS2         |                                 | [ 13 ]               |
| 2017 | While You Were Sleeping               | Cha Yeo Jung             | SBS          |                                 |                      |
| 2017 | Love Returns                          | Gil Eun-jo               | KBS1         | Protagonista, 120 ep.           |                      |
| 2018 | What’s Wrong With Secretary Kim?      | Kim Ji-a                 | tvN          | Reparto, 16 ep.                 |                      |
| 2019 | Hotel Del Luna                        | Actriz                   | tvN          | Aparición especial, ep. 6       |                      |
| 2019 | VIP                                   | Ohn Yoo-ri               | SBS          |                                 |                      |
| 2021 | Model Taxi                            | Ahn Go-eun               | SBS          | Protagonista, 16 ep.            | [ 14 ] [ 15 ]        |
| 2023 | Our Blooming Youth                    | Ga-ram                   | tvN          | 20 ep.                          | [ 16 ] [ 17 ]        |
| 2023 | Revenant                              | Una influencer           | SBS          | Aparición especial              | [ 18 ] [ 19 ]        |
| 2023 | Moon in the Day                       | Kang Young-hwa/Han Ri-ta | ENA          | Protagonista, 14 ep.            | [ 20 ] [ 21 ] [ 22 ] |
| 2024 | Dreaming of a Freaking Fairy Tale     | Shin Jae-rim             | TVING        | Serie web, protagonista, 10 ep. | [ 23 ] [ 24 ]        |
| 2024 | Brewing Love                          |                          | ENA          | Aparición especial              | [ 25 ]               |

### Cine
| Año  | Película    | Personaje | Notas                        |
| ---- | ----------- | --------- | ---------------------------- |
| 2021 | Unframed    |           | aparición especial - (corto) |
| 2014 | Miss Granny | MC        | [ 27 ]                       |

### Programas de variedades
| Año  | Programa                    | Notas                  |
| ---- | --------------------------- | ---------------------- |
| 2021 | Busted! 3                   | invitada               |
| 2020 | Night of Real Entertainment | invitada               |
| 2018 | Running Man                 | invitada, episodio 409 |

## Discografía
| Año  | Canción       | Álbum                    | Notas |
| ---- | ------------- | ------------------------ | ----- |
| 2021 | A Walk (산책) | OST Pt.3 de "Model Taxi" |       |

## Premios y nominaciones
| Año  | Premios                               | Categoría                                                     | Trabajo                          | Resultados |
| ---- | ------------------------------------- | ------------------------------------------------------------- | -------------------------------- | ---------- |
| 2016 | 24 Corea Cultura Entertainment awards | premio rookie femenina, categoría drama                       | Doctors                          | Ganadora   |
| 2017 | KBS acting awards                     | premio rookie femenina                                        | Odio el amor Fight for My Way    | Nominada   |
| 2018 | 11th Korea Drama Award                | Premio al personaje popular femenino                          | What’s Wrong with Secretary Kim? | Ganador    |
| 2019 | SBS Drama Award                       | Best Character Award (Female)                                 | VIP                              | Ganó       |
| 2021 | 2021 SBS Drama Award                  | Excellence Award, Actress in a Miniseries Genre/Fantasy Drama | Model Taxi                       | Nominada   |